# Natação no Campeonato Europeu de Esportes Aquáticos de 2016 - 200 m peito masculino
A prova dos 200 metros peito masculino da natação no Campeonato Europeu de Esportes Aquáticos de 2016 ocorreu nos dias 18 e 19 de maio em Londres, no Reino Unido. 

## Calendário
| Fase          | Data       | Hora  |
| ------------- | ---------- | ----- |
| Eliminatórias | 18 de maio | 10:29 |
| Semifinal     | 18 de maio | 18:22 |
| Final         | 19 de maio | 18:46 |

Todos os horários estão no horário local (UTC+0)

## Recordes
Antes desta competição, os recordes eram os seguintes:
| Recorde mundial       | Akihiro Yamaguchi | 2:07.01 | Gifu      | 15 de setembro de 2012 |
| Recorde europeu       | Dániel Gyurta     | 2:07.23 | Barcelona | 2 de agosto de 2013    |
| Recorde do campeonato | Marco Koch        | 2:07.47 | Berlim    | 21 de agosto de 2014   |

## Medalhistas
| Ouro               | Prata            | Bronze             |
| Ross Murdoch (GBR) | Marco Koch (GER) | Luca Pizzini (ITA) |

## Resultados

### Eliminatórias
Esses foram os resultados das eliminatórias. 
| Pos. | Bateria | Raia | Nadador               | Nacionalidade      | Tempo   | Notas |
| ---- | ------- | ---- | --------------------- | ------------------ | ------- | ----- |
| 1    | 5       | 4    | Marco Koch            | Alemanha           | 2:11.29 | Q     |
| 2    | 4       | 5    | Matti Mattsson        | Finlândia          | 2:11.78 | Q     |
| 3    | 3       | 4    | Ross Murdoch          | Reino Unido        | 2:11.87 | Q     |
| 4    | 5       | 3    | Erik Persson          | Suécia             | 2:12.21 | Q     |
| 5    | 3       | 5    | Anton Sveinn McKee    | Islândia           | 2:12.25 | Q     |
| 6    | 4       | 3    | Mikhail Dorinov       | Rússia             | 2:12.76 | Q     |
| 7    | 5       | 5    | Craig Benson          | Reino Unido        | 2:12.79 | Q     |
| 8    | 4       | 4    | Andrew Willis         | Reino Unido        | 2:12.88 |       |
| 9    | 3       | 3    | Luca Pizzini          | Itália             | 2:12.92 | Q     |
| 10   | 5       | 2    | Dmytro Oseledets      | Ucrânia            | 2:13.33 | Q     |
| 11   | 4       | 2    | Max Pilger            | Alemanha           | 2:13.64 | Q     |
| 12   | 5       | 7    | Yannick Käser         | Suíça              | 2:13.69 | Q     |
| 13   | 4       | 0    | Ronen Faor            | Israel             | 2:13.72 | Q     |
| 14   | 5       | 8    | Johannes Dietrich     | Áustria            | 2:13.76 | Q     |
| 15   | 5       | 6    | Panagiotis Samilidis  | Grécia             | 2:13.82 | Q     |
| 16   | 3       | 8    | Dávid Horváth         | Hungria            | 2:13.91 | Q     |
| 17   | 4       | 6    | Dimitrios Koulouris   | Grécia             | 2:14.19 | Q     |
| 18   | 3       | 7    | Luke Davies           | Reino Unido        | 2:14.30 |       |
| 19   | 4       | 9    | Christopher Rothbauer | Áustria            | 2:14.57 |       |
| 19   | 3       | 2    | Laurent Carnol        | Luxemburgo         | 2:14.57 |       |
| 21   | 4       | 7    | Jonas Coreelman       | Bélgica            | 2:14.81 |       |
| 22   | 2       | 4    | Iliy Gladishev        | Israel             | 2:14.91 |       |
| 23   | 2       | 3    | Martin Allikvee       | Estónia            | 2:14.97 |       |
| 24   | 3       | 6    | Nicholas Quinn        | Irlanda            | 2:15.04 |       |
| 25   | 3       | 0    | Daniils Bobrovs       | Letônia            | 2:15.12 |       |
| 26   | 4       | 8    | Valeriy Dymo          | Ucrânia            | 2:15.16 |       |
| 27   | 1       | 6    | Maksym Shemberev      | Azerbaijão         | 2:16.19 |       |
| 28   | 3       | 1    | Patrik Schwarzenbach  | Suíça              | 2:16.34 |       |
| 29   | 2       | 0    | Luchezar Shumkov      | Bulgária           | 2:16.50 |       |
| 30   | 2       | 9    | Irakli Bolkvadze      | Geórgia            | 2:17.24 |       |
| 31   | 2       | 8    | Martin Liivamägi      | Estónia            | 2:17.26 |       |
| 32   | 2       | 6    | Christoph Meier       | Liechtenstein      | 2:17.29 |       |
| 33   | 2       | 7    | Marko Blaževski       | Macedônia do Norte | 2:17.33 |       |
| 34   | 5       | 9    | Andrius Šidlauskas    | Lituânia           | 2:17.53 |       |
| 34   | 3       | 9    | Alpkan Örnek          | Turquia            | 2:17.53 |       |
| 36   | 2       | 2    | Berkay Şendikici      | Turquia            | 2:17.59 |       |
| 37   | 2       | 5    | Eitan Yudashkin       | Israel             | 2:17.92 |       |
| 38   | 5       | 0    | Luca Pfyffer          | Suíça              | 2:18.20 |       |
| 39   | 2       | 1    | Demir Atasoy          | Turquia            | 2:18.28 |       |
| 40   | 4       | 1    | Sverre Næss           | Noruega            | 2:19.24 |       |
| 41   | 1       | 3    | Tomás Veloso          | Portugal           | 2:19.59 |       |
| 42   | 5       | 1    | Dan Sweeney           | Irlanda            | 2:21.16 |       |
| 43   | 1       | 5    | Silver Hein           | Estónia            | 2:22.49 |       |
| 44   | 1       | 7    | Deni Baholli          | Albânia            | 2:27.60 |       |
| 45   | 1       | 2    | Jørgen Braathen       | Noruega            | DSQ     |       |
| 45   | 1       | 4    | Gal Nevo              | Israel             | DNS     |       |

### Semifinal
Esses foram os resultados das semifinais. 
Semifinal 1
| Pos. | Raia | Nadador              | Nacionalidade | Tempo   | Notas |
| ---- | ---- | -------------------- | ------------- | ------- | ----- |
| 1    | 4    | Matti Mattson        | Finlândia     | 2:10.10 | Q     |
| 2    | 5    | Erik Persson         | Suécia        | 2:11.13 | Q     |
| 3    | 1    | Panagiotis Samilidis | Grécia        | 2:11.22 | Q     |
| 4    | 3    | Mikhail Dorinov      | Rússia        | 2:11.25 | Q     |
| 5    | 6    | Luca Pizzini         | Itália        | 2:11.54 | Q     |
| 6    | 8    | Dimitrios Koulouris  | Grécia        | 2:12.09 |       |
| 7    | 2    | Max Pilger           | Alemanha      | 2:13.82 |       |
| 8    | 7    | Ronen Faor           | Israel        | 2:14.84 |       |

Semifinal 2
| Pos. | Raia | Nadador            | Nacionalidade | Tempo   | Notas |
| ---- | ---- | ------------------ | ------------- | ------- | ----- |
| 1    | 5    | Ross Murdoch       | Reino Unido   | 2:09.72 | Q     |
| 2    | 4    | Marco Koch         | Alemanha      | 2:09.82 | Q     |
| 3    | 3    | Anton Sveinn McKee | Islândia      | 2:10.91 | Q     |
| 4    | 6    | Craig Benson       | Reino Unido   | 2:11.93 |       |
| 5    | 2    | Dmytro Oseledets   | Ucrânia       | 2:11.97 |       |
| 6    | 8    | Dávid Horváth      | Hungria       | 2:12.34 |       |
| 7    | 1    | Johannes Dietrich  | Áustria       | 2:14.13 |       |
| 8    | 7    | Yannick Käser      | Suíça         | 2:15.11 |       |

### Final
Esse foi o resultado da final. 
| Pos.              | Raia | Nadador              | Nacionalidade | Tempo   | Notas |
| ----------------- | ---- | -------------------- | ------------- | ------- | ----- |
| Medalha de ouro   | 4    | Ross Murdoch         | Reino Unido   | 2:08.33 |       |
| Medalha de prata  | 5    | Marco Koch           | Alemanha      | 2:08.40 |       |
| Medalha de bronze | 8    | Luca Pizzini         | Itália        | 2:10.39 |       |
| 4                 | 2    | Erik Persson         | Suécia        | 2:10.50 |       |
| 5                 | 3    | Matti Mattson        | Finlândia     | 2:10.69 |       |
| 6                 | 7    | Panagiotis Samilidis | Grécia        | 2:11.15 |       |
| 7                 | 1    | Mikhail Dorinov      | Rússia        | 2:11.42 |       |
| 8                 | 6    | Anton Sveinn McKee   | Islândia      | 2:11.73 |       |

Legenda
| Recorde mundial       | Recorde mundial (World record)               |                       | Recorde africano                      | Recorde africano (African) |                                           | Q | Classificado por posição (Qualified) |
| Recorde do campeonato | Recorde do campeonato (Championship record)  | Recorde da América    | Recorde da América (Americas)         | q                          | Classificado por melhor tempo (Qualified) |   |                                      |
| Melhor marca do ano   | Melhor marca do ano (World leading)          | Recorde asiático      | Recorde asiático (Asian)              | DNS                        | Não largou (Did not start)                |   |                                      |
| Recorde nacional      | Recorde nacional (National record)           | Recorde europeu       | Recorde europeu (European)            | DNF                        | Não terminou (Did not finish)             |   |                                      |
| Recorde pessoal       | Recorde pessoal do atleta (Personal best)    | Recorde da Oceania    | Recorde da Oceania (Oceania)          | DSQ / DQ                   | Desclassificado (Disqualified)            |   |                                      |
| Recorde da temporada  | Recorde da temporada do atleta (Season best) | Recorde sul-americano | Recorde sul-americano (South America) | NM                         | Sem marca (No mark)                       |   |                                      |